# Pomacentrus cheraphilus
Pomacentrus cheraphilus là một loài cá biển thuộc chi Pomacentrus trong họ Cá thia. Loài này được mô tả lần đầu tiên vào năm 2011.

## Từ nguyên
Từ định danh được ghép bởi hai âm tiết trong tiếng Hy Lạp cổ đại, cheras ("cát") vàphilus ("ưa thích"), hàm ý đề cập đến môi trường sống của loài cá này.

## Phạm vi phân bố và môi trường sống
P. cheraphilus ban đầu được tìm thấy ở ngoài khơi Brunei và đảo Palawan (Philippines), sau đó được ghi nhận thêm tại Singapore. P. cheraphilus sống tập trung gần những rạn san hô và mỏm đá ngầm trên nền đáy cát ở độ sâu khoảng 10–18 m.

## Mô tả
Chiều dài lớn nhất được ghi nhận ở P. cheraphilus là 6,1 cm. Cơ thể có màu nâu xám sẫm với một đốm nhỏ màu xanh lục trên nắp mang. Các vây có viền màu xanh lam óng. Cá con có màu vàng tươi với các dải sọc màu óng từ mõm ngược ra sau lưng, một đốm đen lớn viền xanh ở sau vây lưng.
Số gai ở vây lưng: 13; Số tia vây ở vây lưng: 13–14; Số gai ở vây hậu môn: 2; Số tia vây ở vây hậu môn: 13–15; Số tia vây ở vây ngực: 17–18; Số gai ở vây bụng: 1; Số tia vây ở vây bụng: 5.

## Sinh thái học
Thức ăn của P. magniseptus là tảo và các loài động vật phù du. Cá đực có tập tính bảo vệ và chăm sóc trứng.